# Xã Richland, Quận Darke, Ohio
Xã Richland (tiếng Anh: Richland Township) là một xã thuộc quận Darke, tiểu bang Ohio, Hoa Kỳ. Năm 2010, dân số của xã này là 841 người.